# Keith Murray, Baron Murray of Newhaven

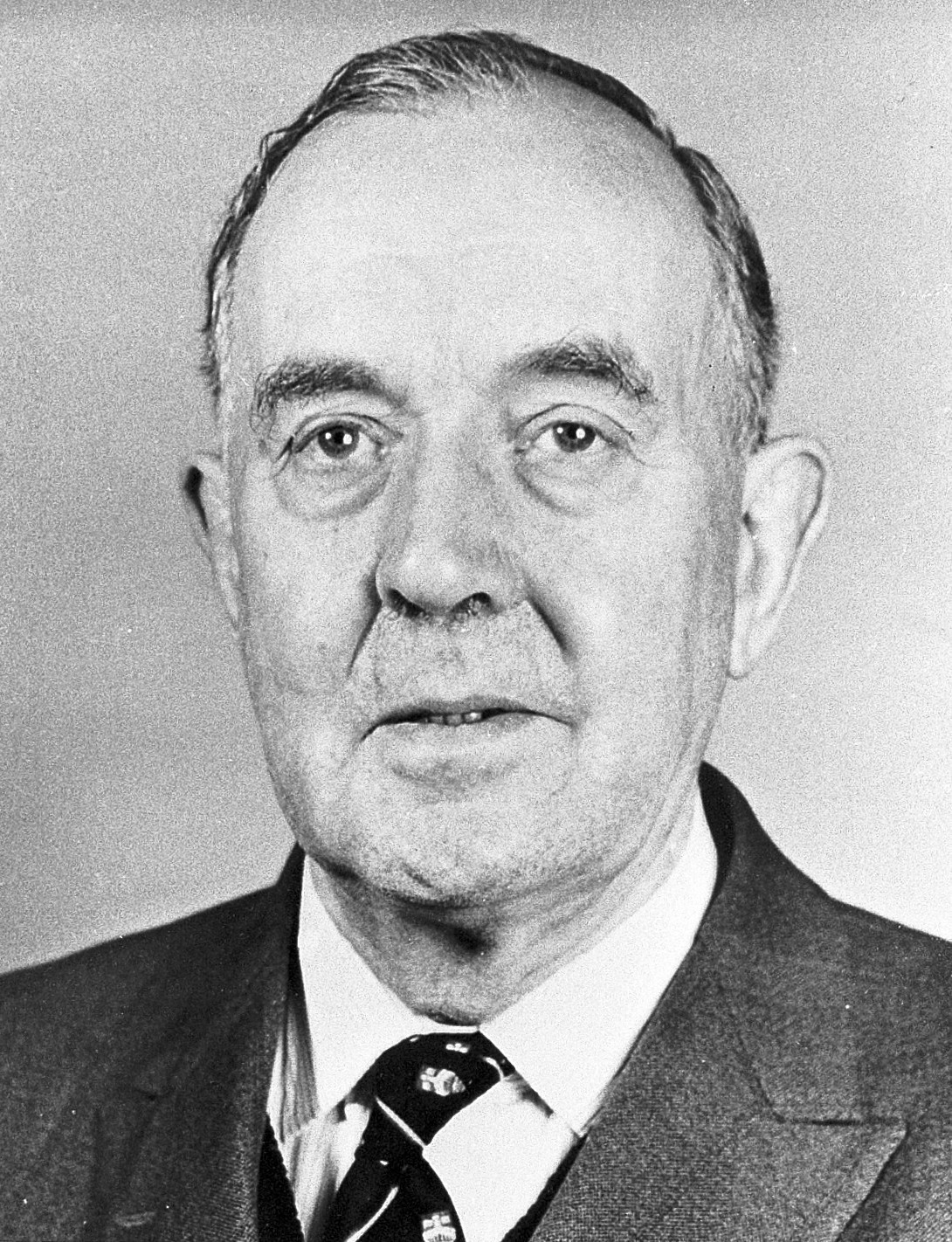
Baron Murray of Newhaven

Keith Anderson Hope Murray, Baron Murray of Newhaven Kt KCB (* 28. Juli 1903 in Edinburgh; † 10. Oktober 1993) war ein britischer Agrarwissenschaftler und Hochschullehrer, der 1964 als Life Peer aufgrund des Life Peerages Act 1958 Mitglied des House of Lords wurde.

## Leben

### Studium, berufliche Laufbahn und Rektor des Lincoln College
Murray absolvierte nach dem Besuch der Edinburgh Academy ein Studium der Agrarwissenschaften an der University of Edinburgh, das er 1925 mit einem Bachelor of Science (B.Sc. Agriculture) abschloss. Nach einer darauf folgenden Tätigkeit im Landwirtschaftsministerium absolvierte er mit finanzieller Unterstützung durch ein Stipendium des Commonwealth Fund zwischen 1926 und 1929 ein postgraduales Studium an der Cornell University, das er mit einem Doctor of Philosophy (Ph.D.) mit einer Dissertation zum Thema Some Aspects of the Supply and Prices of Meat in Great Britain beendete.
Nach seiner Rückkehr nach Großbritannien war Murray zwischen 1929 und 1932 Mitarbeiter am Oriel College der University of Oxford und danach von 1932 bis 1944 Forschungswissenschaftler am Agrarwirtschaftlichen Forschungsinstitut AERI (Agricultural Economics Research Institute). Zugleich begann er 1937 eine Tätigkeit als Fellow sowie Schatzmeister (Bursar) am Lincoln College der Universität Oxford und bekleidete beide Funktionen bis 1953. Während dieser Zeit war er im Zweiten Weltkrieg von 1939 bis 1940 außerdem Mitarbeiter im Ernährungsministerium (Ministry of Food) und gehörte zwischen 1941 und 1942 der Freiwilligenreserve der Royal Air Force an. Danach fungierte er zwischen 1942 und 1945 als Direktor für Ernährung und Landwirtschaft im Versorgungszentrum des Hauptquartiers im Nahen Osten.
Nach dem Tod von John Arthur Ruskin Munro 1944 wurde Murray, der seit 1937 als Vertreter der Universität Oxford auch Mitglied des Stadtrates von Oxford war, Rektor des Lincoln College der University of Oxford. Dieses Amt bekleidete er bis zu seiner Ablösung durch den Kunsthistoriker Walter Oakeshott 1953 und war damit seit Nathaniel Crew, 3. Baron Crew der erste Rektor dieses College, der nicht im Amt verstarb. Ihm zu Ehren wurde das vom Lincoln College vergebene Stipendium Keith Murray Senior Scholarship benannt.

### Oberhausmitglied
Nach Beendigung seiner Tätigkeit als Rektor des Lincoln College wurde Murray 1953 vom damaligen Schatzkanzler Rab Butler zum Vorsitzenden des Komitees für Universitätszuschüsse (University Grants Committee) ernannt und übte diese Funktion zehn Jahre lang bis 1963 aus. Während dieser Zeit wurde er 1955 zum Knight Bachelor geschlagen und führte seither den Namenszusatz „Sir“. Darüber hinaus leitete er 1957 auf Wunsch des australischen Premierminister Robert Menzies eine Untersuchung des Universitätssystems Australiens durch und wurde 1963 Knight Commander des Order of the Bath.
Durch ein Letters Patent vom 17. September 1964 wurde Murray als Life Peer mit dem Titel Baron Murray of Newhaven, of Newhaven in the County and City of Edinburgh, aufgrund Life Peerages Act 1958 in den Adelsstand erhoben und gehörte damit bis zu seinem Tode dem House of Lords als Mitglied an. Darüber hinaus verlieh ihm die University of Liverpool 1964 einen Ehren-Doktor der Rechte (Hon. LL.D.).
Baron Murray bekleidete zwischen 1964 und 1974 das Amt des Kanzlers der University of Southampton und war daneben von 1966 bis 1969 Vizepräsident des Wellington College in Berkshire sowie zwischen 1967 und 1970 Ehrenpräsident der Nationalen Studentenunion NUS (National Union of Students). Des Weiteren hatte er von 1968 bis 1978 die Funktion eines Aufsehers (Visitor) der Loughborough University of Technology inne und erhielt 1968 von der University of Stirling einen Ehrendoktor im Fach Entwicklungshilfe und Außenpolitik.
1970 wurde Baron Murray Vorsitzender der Kommission zur Untersuchung der Verwaltung der Universität und legte nach Abschluss der Untersuchung 1972 den nach ihm benannten Murray-Bericht vor, der unter anderem die Zusammenlegung verschiedener Einrichtungen der Universität vorschlug wie zum Beispiel die 1985 vollzogene Fusion des Royal Holloway College mit dem Bedford College zum Royal Holloway and Bedford New College.

## Veröffentlichungen
- Some Aspects of the Supply and Prices of Meat in Great Britain, Cornell University, 1929
- Factors affecting the prices of livestock in Great Britain. A preliminary study, 1931
- Clippings on the currency question in England, Mitautor Sir Robert Horne, 1932
- The effect of butter and cheese supplies on 'surplus' milk prices, Agricultural Economics Research Institute, 1932
- The planning of Britain’s food imports. A quantitative study of the effects of recent legislation, Mitautorin Ruth Louisa Cohen, Agricultural Economics Research Institute, 1934
- Milk Consumption, Agricultural Economics Research Institute, 1937
- Milk consumption habits: A preliminary report, Agricultural Economics Research Institute, 1941
- Agriculture, 1955
- Report of the Committee on Australian Universities, Commonwealth Government Printer, 1957
- The Development of the Universities in Great Britain, Royal Statistical Society, 1958
- Higher Agricultural Education in England & Wales, Seale-Hayne Agricultural College, 1962
- Choosing a British university. A guide for candidates in the United States for Fulbright awards and Marshall scholarships, 1967
- Recollections, 1992